# السلوكيات الاجتماعية الموجهة نحو المرأة
تتنوع السلوكيات المجتمعية الموجهة  نحو المرأة بقدر أعضاء المجتمع أنفسهم. فتختلف جدًا التصورات حول المرأة من ثقافة إلى ثقافة مع التوقعات المتعلقة بالجنس. عالميًا، قد كان هناك تحولًا كبيرًا في السلوكيات الموجهة للمرأة في السنوات الآخيرة.  كما يدرس المجتمع بشكل انْتِقادِيّ الدور الذي ينبغي أن تلعبه المرأة وكذلك القيمة التي تحظى بها.